# Henrietta Edwards
Henrietta Louise Edwards nata Muir (Montréal, 18 dicembre 1849 – Fort Macleod, 11 novembre 1931) è stata un'attivista e scrittrice canadese Insieme a Emily Murphy, Nellie McClung, Louise McKinney e Irene Parlby ha formato le "Famous Five", gruppo che ha combattuto perché le donne fossero riconosciute come "persone" nella legge canadese e per il diritto delle donne di votare alle elezioni.

## Biografia

### 1849-1903
Nata come Henrietta Louise Muir a Montréal, è cresciuta in una famiglia della classe medio-alta che dava importanza alla cultura e alla religione. È diventata attiva in molte organizzazioni religiose, dove è cresciuta disincantata dalle vecchie tradizioni in cui l'esclusione delle donne era accettabile.
Giovani donne, Henrietta Edwards e sua sorella Amélia hanno fondato l'associazione Working Girls a Montréal nel 1875 per fornire pasti, sale di lettura e di studio, diventando in così una delle prime World Young Women's Christian Association (YWCA) del Canada. Hanno pubblicato un periodico, Le operaie del Canada, che ha contribuito a portare le condizioni di lavoro all'attenzione dell'opinione pubblica, progetto intrapreso a proprie spese, finanziato dai loro guadagni come artiste.
Henrietta Edwards ha sposato il medico Oliver C. Edwards nel 1876 con il quale ha avuto tre figli. Si sono trasferiti a Indian Head, nei territori del nord ovest (ora Saskatchewan) nel 1883 dove il dottor Edwards era medico del governo per le riserve indiane. Henrietta ha continuato nel perseguire i diritti delle donne e delle organizzazioni femministe nelle praterie.
Nel 1890, in seguito alla malattia del marito sono ritornati a Ottawa, dove ha sostenuto la causa delle prigioniere e ha lavorato con Lady Aberdeen, moglie del Governatore Generale, per organizzare il Consiglio nazionale delle donne del Canada nel 1893. Henrietta Edwards è stata per 35 anni presidente della Laws Governing Women and Children che l'ha portata ad acquisire esperienza nel settore legale, motivo per il quale è stata nominata presidente del Consiglio Provinciale di Alberta Con Lady Aberdeen ha anche contribuito a istituire l'Ordine vittoriano degli infermieri (VON) nel 1897.

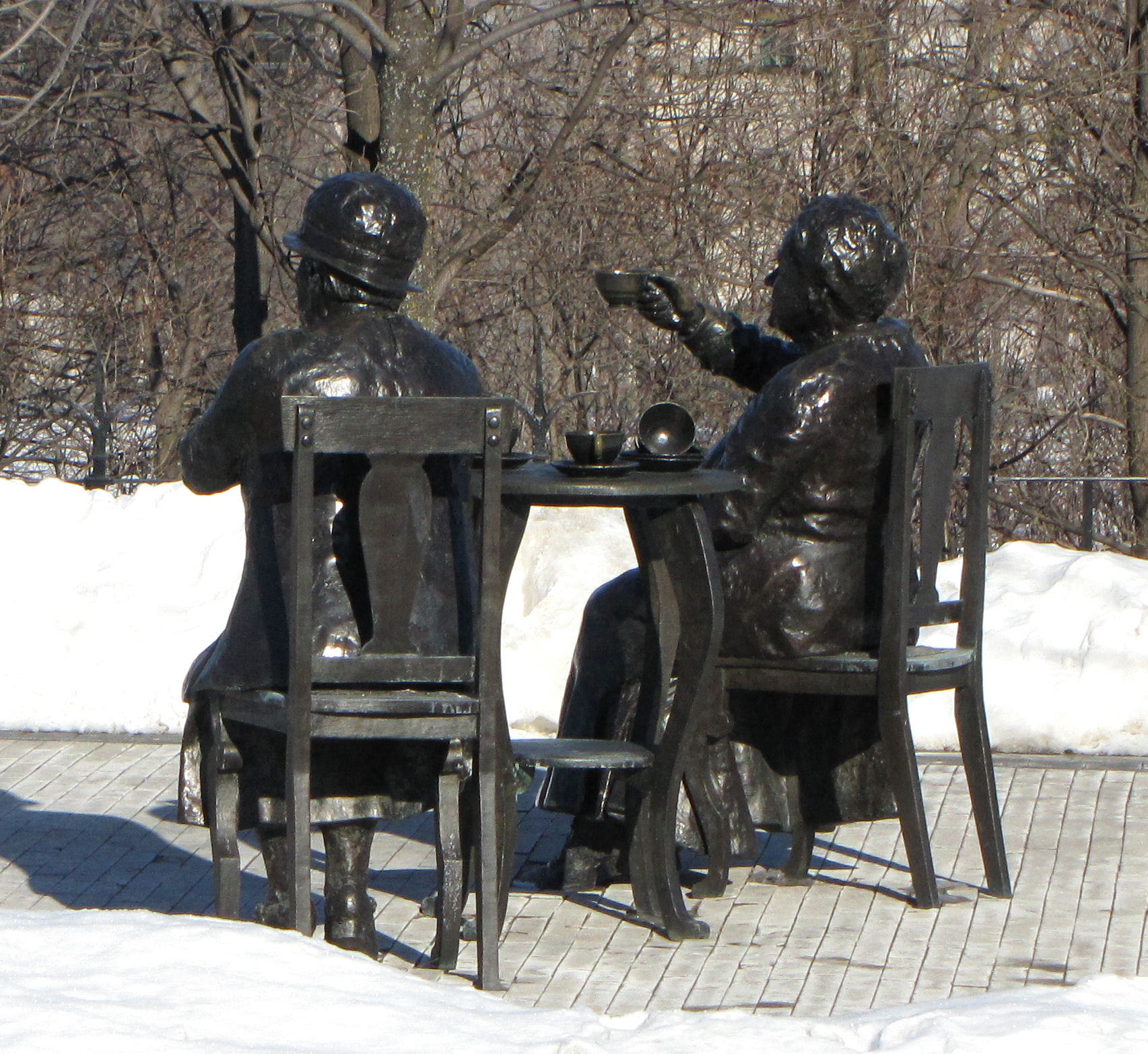
Con una tazza da tè, dettaglio delle statua delle Famous Five sul Parliament Hill, Ottawa

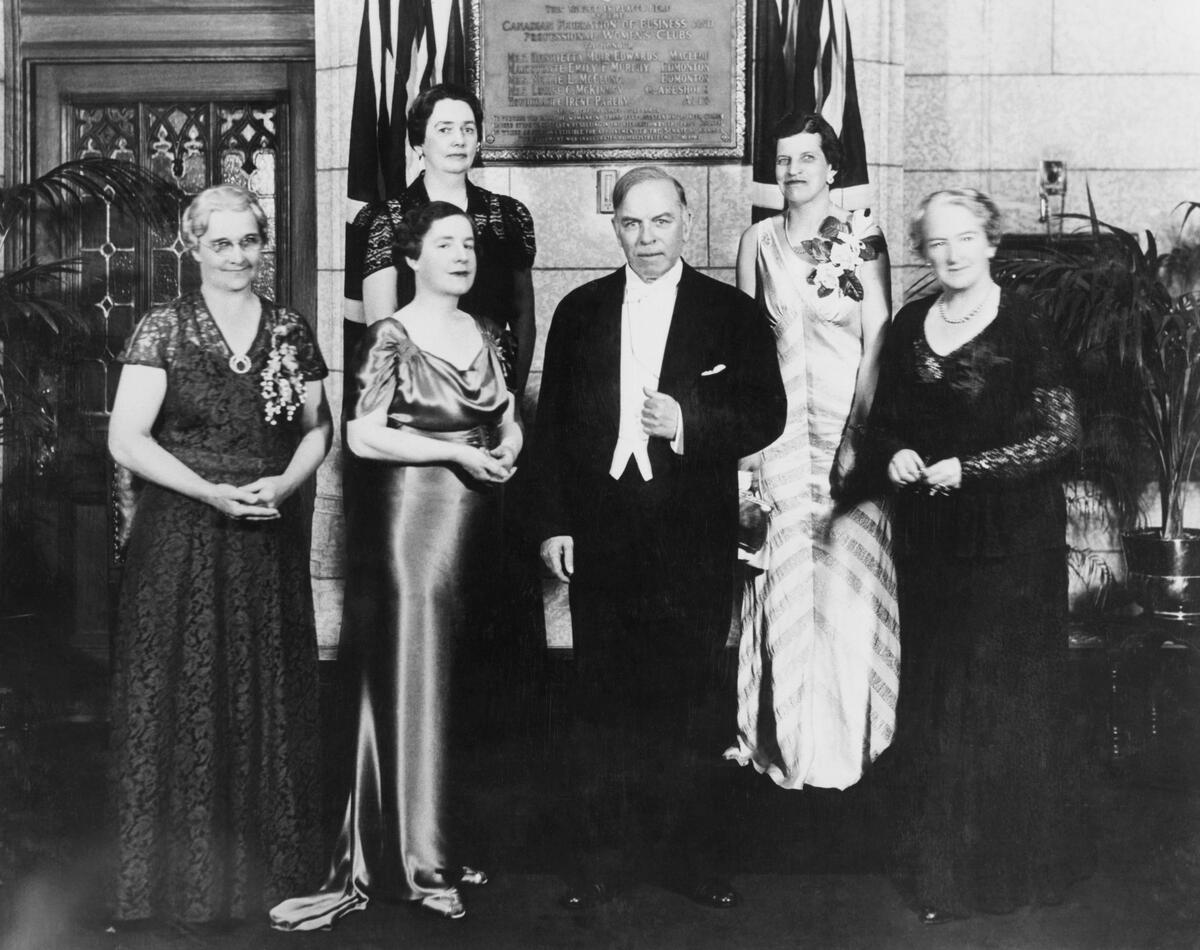
W.L. Mackenzie King inaugura la targa dedicata alle Famous Five nell'anniversario del Persons Case

### 1904-1931
Nel 1904 la famiglia Edwards si è trasferita a Fort Macleod, nei territori di nord ovest (ora Alberta), dove il marito è stato inviato come medico ufficiale nella riserva indiana Blood Tribe.
Nell'ultimo periodo della prima guerra mondiale, quando le forniture materiali e il morale erano basse, il governo del Canada ha selezionato persone per assistere in qualità di consulenti per l'applicazione di misure più severe di conservazione delle risorse. Henrietta Edwards ha fatto parte del comitato di selezione, la prima volta nella storia del Canada che una donna era stata chiamata a lavorare insieme al governo ad una revisione della politica pubblica.
Edwards ha scritto due libri sulle donne ed i problemi legali che stava cercando di superare, Legal Status of Canadian Women (1908) e Legal Status of Women in Alberta (1921). Ha lavorato con Louise McKinney, Irene Parlby e Emily Murphy nel fare “pressione sul governo Alberta per il riconoscimento della dote e dei diritti di proprietà matrimoniali”. Questa amicizia e collaborazione si è rinnovata con la lotta per il Persons Case alla fine del 1920, che ha stabilito che le donne canadesi possono essere nominate senatrici e, più in generale, che le donne canadesi avevano gli stessi diritti degli uomini canadesi nelle posizioni politiche di potere. In quanto artista, è stata incaricata dal governo canadese di dipingere una serie di piatti per la mostra canadese alla Fiera Colombiana di Chicago del 1893.
Henrietta Edwars è stata sepolta nel cimitero comunale Mount Pleasant Cemetery a Edmonton. Nel memoriale, datato 9 novembre 1931 si legge "Lasciate che le sue opere siano la sua lode. La sua gioia era nella legge del Signore". Nell'enciclopedia canadese la data di morte riportata è invece 10 novembre 1931.

## Eredità
Nel 1962, Edwards è stata riconosciuta come persona di importanza storica nazionale da parte del governo del Canada. Una targa commemorativa è posta all'ingresso dell'ufficio postale di Fort Macleod (Alberta), al'indirizzo Haultain Ave & 22 St Il "Persons Case" è stato riconosciuto come un evento storico nel 1997 Inoltre, nel mese di ottobre 2009, il Senato ha votato per nominare Henrietta Edwards e il resto delle cinque, per la prima volta nel Canada,
come "senatrici onorarie".